# Sasauli
Sasauli é uma vila no distrito de Yamunanagar, no estado indiano de Haryana.

## Demografia
Segundo o censo de 2001, Sasauli tinha uma população de 15 753 habitantes. Os indivíduos do sexo masculino constituem 54% da população e os do sexo feminino 46%. Sasauli tem uma taxa de literacia de 78%, superior à média nacional de 59,5%: a literacia no sexo masculino é de 84% e no sexo feminino é de 71%. Em Sasauli, 10% da população está abaixo dos 6 anos de idade.